# تپه قلعه گبری دستجرد علیا
تپه قلعه گبری دستجرد علیا مربوط به دوره اشکانیان -قرون میانه دوران‌های تاریخی پس از اسلام است و در شهرستان صحنه، بخش دینور، روستای دستجرد علیا واقع شده و این اثر در تاریخ ۴ خرداد ۱۳۸۴ با شمارهٔ ثبت ۱۱۸۱۴ به‌عنوان یکی از آثار ملی ایران به ثبت رسیده است.